# Kotlina Vad
Kotlina Vad (542.34; rum. Depresiunea Vad Borod) – kotlina górska w Karpatach, na granicy Gór Zachodniorumuńskich i Wielkiej Niziny Węgierskiej. Leży w zachodniej Rumunii.
Kotlina Vad dzieli dwa pasma górskie odgałęziające się na północny zachód od Masywu Biharu – Pădurea Craiului na południu i góry Seș na północy. Na wschodzie wąska, na zachodzie otwiera się lejkowato na Nizinę Węgierską. Dno kotliny tworzą osady Morza Panońskiego, pocięte przez erozję rzeczną i obecnie tworzące krajobraz pagórkowaty. Kotlina stanowi środkowy odcinek doliny Szybkiego Kereszu. Biegną nią droga i linia kolejowa łączące Oradeę z Klużem. 